# Libellula depressa
Libellula depressa là một loài chuồn chuồn ngô ở châu Âu và trung bộ châu Á. Nó nổi bật với cái bụng dẹt rất rộng và ở con đực bụng trở nên xanh lục phấn trắng.

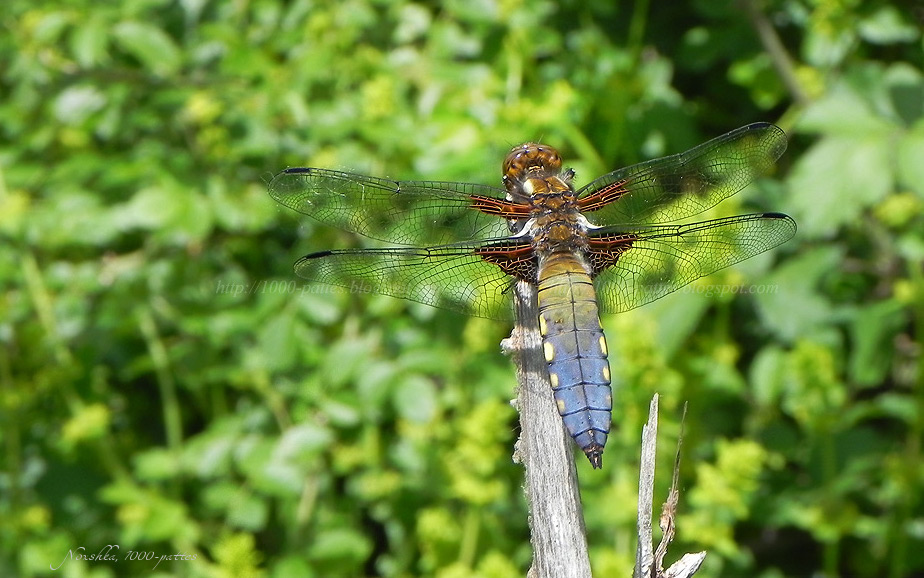
Con đực trưởng thành ở nam nước Pháp

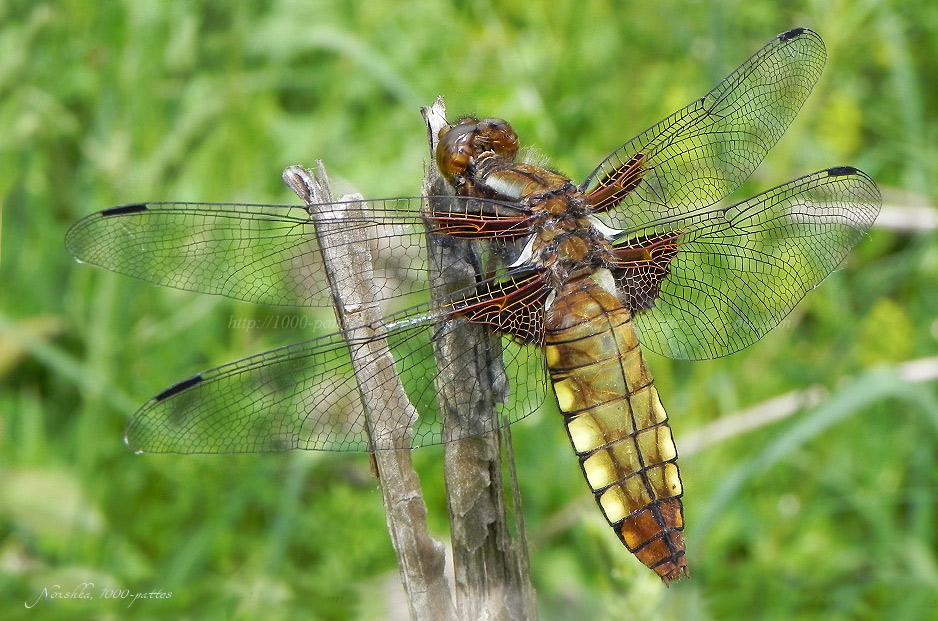
Con cái trưởng thành ở nam nước Pháp

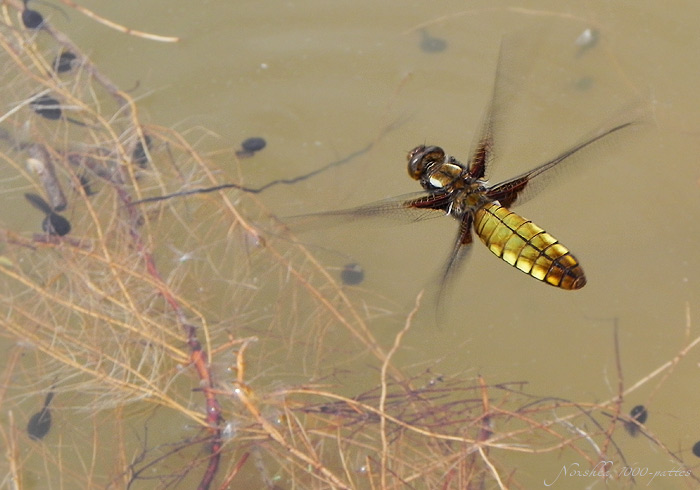
Con cái trưởng thành đang đẻ ở nam nước Pháp

## Phân bố
L. depressa được tìm thấy ở miền trung và miền nam châu Âu, Trung Á và Trung Đông. Nó có phạm vi mở rộng về phía bắc tới miền nam Scotland, miền nam Thụy Điển và miền nam Phần Lan và nó hiện diện trên một số đảo Địa Trung Hải bao gồm cả Corse, Sardegna, Sicilia, Menorca. Phạm vi của nó không mở rộng ra ngoài miền nam châu Âu sang châu Phi.
L. depressa được nhìn thấy gần hồ, ao vẫn còn nước, ăn nhiều loại côn trùng nhỏ. Chúng hiện diện ở nơi nắng vừa và nắng nhiều, nơi mà nó thường là loài chuồn chuồn đầu tiên chiếm thuộc địa các môi trường sống mới như ao mới được tạo ra, và ao có thảm thực vật. L. depressa thường được thấy ở xa vùng nước do con trưởng thành di động cao và trải qua một giai đoạn trưởng thành ra khỏi nước sau khi lột xác. Những con trưởng thành cũng di cư.

## Hành vi
Thời kỳ bay từ tháng 4 đến tháng 9 nhưng thường được thấy nhất vào tháng 5 và tháng 6. Chúng bay rất nhanh khi chúng lao và bổ nhào trên mặt nước. Chúng có tính chiếm lãnh thổ rất cao và sẽ chiến đấu với con đực nào xâm phạm khu vực của chúng. Khi một con chuồn chuồn cái đi vào lãnh thổ của con đực thì chuồn chuồn đực sẽ bay lên và chộp lấy con cái. Quá trình giao phối diễn ra khi đang bay và cặp chuồn chuồn dính nhau và bay chỉ một thời gian ngắn, thường ít hơn một phút. Cặp chuồn chuồn tách ra và chuồn chuồn cái tìm thấy một vị trí thích hợp để đẻ trứng, thường là một dải nước mở với thảm thực vật ngập nước. Con cái đẻ trứng khi đang bay, chúng lượn trên mặt nước và nhúng mũi bụng vào nước để đẻ trứng.
Trứng nở trong 4 hoặc 5 tuần và ấu trùng mất 1-2 năm để phát triển. Ấu trùng sống trong bùn và mảnh vụn ở đáy ao, nằm chôn vùi trong bùn với đầu và đôi mắt nhô ra. Sau khi lột xác, chuồn chuồn trưởng thành di chuyển ra khỏi nước và trải qua một thời kỳ trưởng thành kéo dài từ 10 đến 14 ngày.

## Phân loài
Libellula depressa được Carl Linnaeus mô tả khoa học đầu tiên năm 1758 với tên gọi là Libellula depressa. Từ đó, có nhiều tên khoa học đã được đặt tên cho loài này, nhưng Libellula depressa vẫn được công nhận. Chi Libellula có nghĩa là 'Chuồn chuồn' và tên depressa nghĩa là 'phẳng'.
Có 2 phân loài thuộc loài này gồm Libellula depressa depressa và Libellula depressa taurica. Các phân loài khác nhau về hình dạng và đặc biệt là nơi phân bố. Libellula depressa depressa xuất hiện ở hầu hết các khu vực trong khi nó phân loài Libellula depressa taurica chỉ có ở Ukraina.